# Le Lionceau
Le Lionceau (französisch für Das Löwenjunge) ist eine kleine Insel im Géologie-Archipel vor der Küste des ostantarktischen Adélielands.
Französische Wissenschaftler benannten sie 1977 in Anlehnung an die Benennung der deutlich größeren Île du Lion.